# Guðrún Bjarnadóttir
Guðrún María Bjarnadóttir (Keflavík, 11 de dezembro de 1942) é uma rainha de beleza da Islândia que venceu o Miss Internacional 1963 em Long Beach, Califórnia.

## Participação em concursos de beleza
Guðrún havia sido coroada Miss Islândia 1963, com isto ganhando a chance de ir para Long Beach.[carece de fontes?]
No Miss Internacional, venceu as outras 45 concorrentes para levar a coroa.